# ナムドン県
ナムドン県（ナムドンけん、ベトナム語：Huyện Nam Đông / 縣南東）は、ベトナム社会主義共和国のトゥアティエン＝フエ省に存在した県。面積は650.51km²、人口は32,050人（2019年）であった。2025年1月にフーロック県に吸収合併された。

## 行政区画
以下の1市鎮9社を管轄していた。
- ケーチェ市镇（Khe Tre / 溪椥）
- フオンヒュー社（Hương Hữu / 香有）
- フオンロク社（Hương Lộc / 香祿）
- フオンフー社（Hương Phú / 香富）
- フオンソン社（Hương Sơn / 香山）
- フオンスアン社（Hương Xuân / 香春）
- トゥオンロー社（Thượng Lộ / 上露）
- トゥオンロン社（Thượng Long / 上隆）
- トゥオンニャット社（Thượng Nhật / 上日）
- トゥオンクアン社（Thượng Quảng / 上廣）